# Йоаким-Груєво
Йоаки́м-Гру́єво (болг. Йоаким Груево) — село в Пловдивській області Болгарії. Входить до складу общини Стамболійський.

## Населення
За даними перепису населення 2011 року у селі проживали 2643 особи.
Національний склад населення села:
| Національність   | Кількість осіб | Відсоток |
| ---------------- | -------------- | -------- |
| болгари          | 2523           | 96,0%    |
| цигани           | 67             | 2,5%     |
| турки            | 0              | 0%       |
| інша             | 11             | 0,4%     |
| не визначились   | 28             | 1,1%     |
| Всього відповіли | 2629           |          |

Розподіл населення за віком у 2011 році:
Динаміка населення: